# وایت کستل
وایت کستل (انگلیسی: White Castle) فروشگاه زنجیره‌ای همبرگر در ایالات متحده می‌باشد که ۳۷۷ شعبه در ۱۳ ایالت دارد و بزرگترین فروشگاه در ایالت‌های غرب میانه آمریکا محسوب می‌شود. این رستوران اولین رستوران زنجیره ای فست‌فود در ایالات متحده می‌باشد. در سال ۲۰۱۴ مجله تایم این مجموعه رستوران را به عنوان موثرترین ساندویچ همبرگر در تمامی دوران اعلام کرد.